# Šport u 2014.
◄◄ | ◄ | 2011. | 2012. | 2013. | 2014.  | 2015. | 2016. | 2017. | ► | ►►
Arhitektura • Astronautika • Astronomija • Biologija • Film • Fotografija • Glazba • Kazalište • Kemija • Kiparstvo • Knjige • Književnost • Kršćanstvo • Meteorologija • Medicina • Planinarstvo • Politika • Pravo • Promet • Slikarstvo • Strip • Šport • Televizija • Znanost • Zrakoplovstvo • Željeznički promet
Šport u 2014.

## Svijet

### Natjecanja

#### Svjetska natjecanja
- 12. lipnja do 13. srpnja – Svjetsko prvenstvo u nogometu u Brazilu: prvak Njemačka
- 30. kolovoza do 14. rujna – Svjetsko prvenstvo u košarci u Španjolskoj: prvak SAD

#### Kontinentska natjecanja

##### Europska natjecanja
- Europsko prvenstvo u vaterpolu u Budimpešti u Mađarskoj: prvak Srbija

### Osnivanja
- Pafos FC, ciparski nogometni klub

## Hrvatska i u Hrvata

### Natjecanja

#### Timski športovi
- prvenstvo Hrvatske u autocrossu: Sven Team (timovi), AK Ozalj (klubovi)[1]

#### Pojedinačni športovi
- prvenstvo Hrvatske u autocrossu: Ivo Čizmić (divizija 1), Roberto Zrinščak (divizija 1A), Marino Čargonja (divizija 1B), Vigor Grbac (divizija 3), Loris Krbavac (divizija 3A), Sven Katić (juniori)[1]

### Smrti
- 2. studenoga – Drago Štritof, hrvatski atletičar (* 1923.)

## Vanjske poveznice
|  | Zajednički poslužitelj ima još gradiva o temi Šport u 2014. |